# Язвицево (Ярославский район)
Язвицево — деревня в Ярославском районе Ярославской области. Входит в состав Заволжского сельского поселения.

## География
Находится в восточной части Ярославской области на расстоянии приблизительно 10 км на север-северо-восток по прямой от станции Филино.

## История
В 1859 году здесь (деревня Ярославского уезда Ярославской губернии) было учтено 18 дворов, в 1898 — 27.

## Население
Численность населения: 96 человек (1859 год), 19 (русские 100%) в 2002 году, 25 в 2010.